# Fuerte (fiume)
Il fiume Fuerte (in spagnolo río Fuerte) è un fiume messicano lungo 670km. Sfocia nel Golfo di California.